# Данн, Нора
Но́ра Данн (англ. Nora Dunn, род. 29 апреля 1952, Чикаго, Иллинойс) — американская актриса и комедиантка. Наиболее известна по ролям в скетчах «Saturday Night Live», а также по многочисленным появлениям в сериалах, шоу и фильмах.

## Ранние годы
Нора Данн родилась в Чикаго, штат Иллинойс у медсестры Маргарет Ист и Джона Данна, музыканта и поэта. У неё есть младший брат — актёр Кевин Данн. Она выросла в католической семье ирландского происхождения. С 1970 по 1972 год Данн посещала Школу Чикагского института искусств, Городской колледж Сан-Франциско (City College of San Francisco) и Академию изящных искусств (Academy of Fine Arts).

## Карьера
Кроме работы на шоу «Saturday Night Live», Данн снималась во многих фильмах и сериалах. Она появлялась в периодических ролях в сериалах «Сёстры» с 1993 по 1996 год и «Няня» с 1998 по 1999 год, а также была приглашённый звездой в двухчасовом эпизоде культового сериала «Секретные материалы» в 1998 году.
Её работы в фильмах включают «Майами Блюз» с Алеком Болдуином, «Три короля» с Джорджем Клуни, «Вердикт за деньги» с Джоном Кьюсаком, «Образцовый самец» с Беном Стиллером, «Вне времени» с Дензелом Вашингтоном, «Ноябрь» с Кортни Кокс, «Премия Дарвина» и «Ананасовый экспресс: Сижу, курю».

## Личная жизнь
С 1987 по 1995 год Данн была замужем за драматургом Рэем Хатчерсоном. С 1998 по 2000 год она была замужем за режиссёром, сценаристом, продюсером и актёром Шоном МакГэрри.

## Избранная фильмография
| Год  |   | Русское название   | Оригинальное название | Роль   |
| ---- | - | ------------------ | --------------------- | ------ |
| 2017 | с | Две девицы на мели | 2 Broke Girls         | Тереза |